# Nate Stanley
Nathan "Nate" Stanley, född 26 augusti 1997 i Menomonie i Wisconsin, är en före detta amerikansk utövare av amerikansk fotboll (quarterback) som hade kontrakt med Minnesota Vikings i NFL i början av 2020-talet. Han spelade collegefotboll under studietiden vid University of Iowa. Som collegespelare var han mycket framgångsrik och utsågs till lagkapten i Iowa Hawkeyes.
Stanley draftades 2020 i sjunde omgången av Minnesota Vikings. I Vikings platsade han aldrig i laguppställningen och han led av skador under den korta proffskarriären.